# Ceratonia
Ceratonia L., 1753 è un genere di piante appartenente alla famiglia delle Fabacee.

## Distribuzione e habitat
L'areale del genere Ceratonia comprende l'intera regione mediterranea, la penisola araba e la Somalia. L'unica specie presente in Italia è Ceratonia siliqua, è un albero sempreverde, tozzo a chioma espansa, ramificato in alto e noto col nome di carrubo, il cui frutto è chiamato carruba.

## Tassonomia
Il genere Ceratonia comprende due sole specie:
- Ceratonia oreothauma Hillc. et al. (penisola araba e Somalia)
- Ceratonia siliqua L. (regione mediterranea, è stata introdotta in molti paesi a clima temperato-caldo, tra cui la California meridionale)

## Usi
L'utilizzo del legume della Ceratonia siliqua  nell'area mediterranea è rivolto specialmente all'alimentazione animale (specialmente dei cavalli), e talvolta anche per quella umana.
Il carrubo è una pianta mellifera, ma la produzione di miele è rara e si ha solo dove c'è una certa quantità di esemplari, nel sud Italia.
Nelle zone di grande produzione i frutti vengono usati per la distillazione di alcol etilico e, sotto forma di preparato simile alla farina, come base di preparazione di alcune specialità dolciarie.
Nei paesi dei monti Iblei, è possibile trovare gelati artigianali al gusto di carruba, biscotti fatti con farina di carruba e le caramelle di carruba, che vengono cotte in zucchero e sciroppo di carrube.
Storicamente i semi di carruba, detti "carati", duri come fossero fatti d'avorio o di corno, venivano usati come contrappesi per la pesatura di precisione delle pietre preziose; tale nome è rimasto ad indicare l'unità di misura del peso dei preziosi (il carato: un quinto di grammo).